# Stilpnus major
Stilpnus major är en stekelart som först beskrevs av Forster 1876.  Stilpnus major ingår i släktet Stilpnus och familjen brokparasitsteklar. Inga underarter finns listade i Catalogue of Life.